# Reactivo

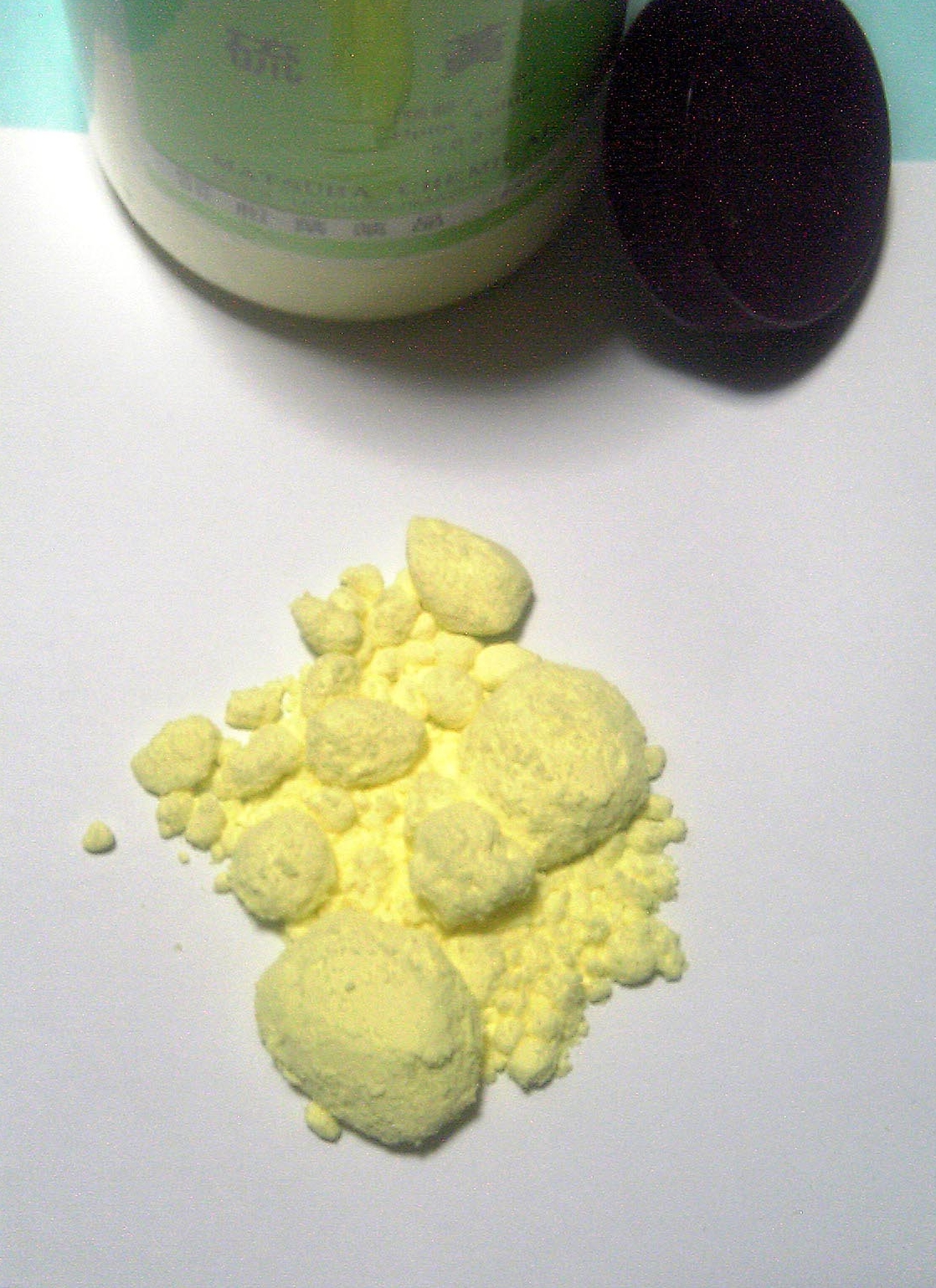
Los reactivos, como el azufre (en la imagen), son los materiales de partida que se utilizan en las reacciones químicas.

Un reactivo es una sustancia o compuesto añadido a un sistema para provocar una reacción química, o añadido a probar si se produce una reacción. Los términos reactivo y reactante a menudo se usan indistintamente; sin embargo, un reactante es más específicamente una sustancia consumida en el curso de una reacción química. Los solventes, aunque están involucrados en la reacción, generalmente no se llaman reactivos. De manera similar, los catalizadores no son consumidos por la reacción, por lo que no son reactivos. En la bioquímica, especialmente en conexión con la enzima de reacciones catalizada, los reactivos se denominan comúnmente sustratos. 

## Química Orgánica
En química orgánica, el término "reactivo" denota un ingrediente químico (un compuesto o mezcla, típicamente de moléculas orgánicas pequeñas o inorgánicas) introducido para causar la transformación deseada de una sustancia orgánica. Los ejemplos incluyen el reactivo de Collins, el reactivo de Fenton y los reactivos de Grignard. En química analítica, un reactivo es un compuesto o mezcla usada para detectar la presencia o ausencia de otra sustancia, por ejemplo, por un cambio de color, o para medir la concentración de una sustancia, por ejemplo, por colorimetría. Los ejemplos incluyen el reactivo de Fehling, el reactivo de Millon y el reactivo de Tollens.

## Preparaciones comerciales o de laboratorio
En preparaciones comerciales o de laboratorio, el grado reactivo designa sustancias químicas que cumplen con los estándares de pureza que garantizan la precisión científica y la fiabilidad del análisis químico, las reacciones químicas o las pruebas físicas. Las normas de pureza para los reactivos son establecidas por organizaciones como ASTM International o la American Chemical Society. Por ejemplo, el agua con calidad de reactivo debe tener niveles muy bajos de impurezas como los iones de sodio y cloruro, sílice y bacterias, así como una resistividad eléctrica muy alta. Los productos de laboratorio que son menos puros, pero que siguen siendo útiles y económicos para trabajos no exigentes, pueden designarse como de grado técnico, práctico o crudo para distinguirlos de las versiones de reactivos.

## Biología
En el campo de la biología, la revolución de la biotecnología en la década de 1980 se desarrolló a partir del desarrollo de reactivos que podrían usarse para identificar y manipular la materia química en y sobre las células. Estos reactivos incluían anticuerpos (policlonales y monoclonales), oligómeros, todo tipo de organismos modelo y líneas celulares inmortalizadas, reactivos y métodos para la clonación molecular y la replicación del ADN, y muchos otros.
Los compuestos de herramientas también son reactivos importantes en biología; son moléculas pequeñas o productos bioquímicos, como el ARNip o los anticuerpos, que se sabe que afectan a una biomolécula determinada, por ejemplo, un objetivo farmacológico, pero es poco probable que sean útiles como fármacos en sí mismos y que a menudo son puntos de partida en el proceso de descubrimiento de fármacos. Muchos productos naturales, como la curcumina, son aciertos en casi cualquier ensayo en el que se prueban, no son compuestos útiles para las herramientas, y los químicos de los medicamentos los clasifican como "compuestos de interferencia de ensayo".